# GAC GA4

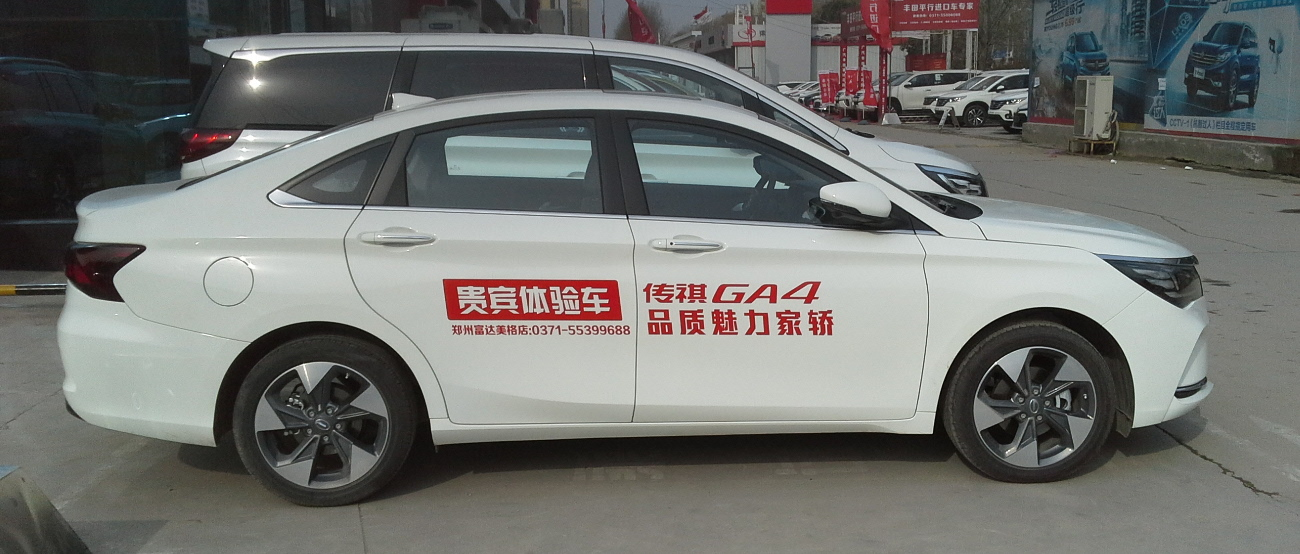
Вид сбоку

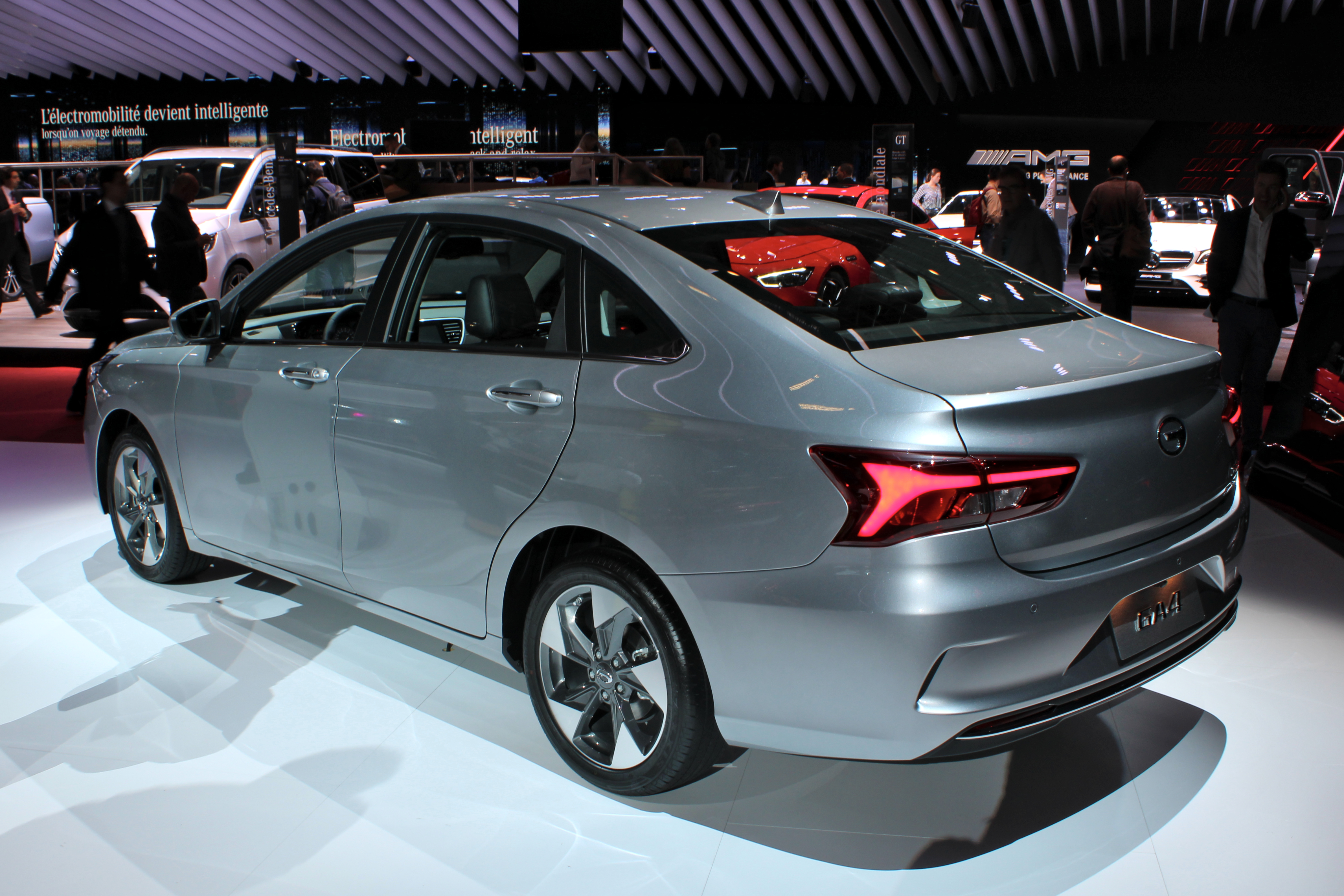
Вид сзади

GAC GA4 — переднеприводной пятиместный седан, выпускаемый компанией GAC Group под брендом Trumpchi с 2018 года.

## Описание
Автомобиль GAC GA4 официально был представлен в 2018 году на Североамериканском международном автосалоне. Он является преемником среднеразмерного GAC GA5. Продажи начались 18 января 2018 года. С 2019 года автомобиль продаётся в Северной Америке.

## Технические характеристики
GAC GA4 оснащается двигателями внутреннего сгорания объёмом 1,3—1,5 литра, мощностью 137 л. с. и крутящим моментом 202 Н⋅м. Каждый двигатель сочетается в паре с пятиступенчатой механической, шестиступенчатой или же четырёхступенчатой трансмиссией.